# Sławice
Sławice [pronunciación en polaco: /swaˈvit͡sɛ/] (en alemán: Slawitz, 1936-45: Preisdorf) es un pueblo ubicado en el distrito administrativo de Gmina Dąbrowa, dentro del Condado de Opole, Voivodato de Opole, en el sur de Polonia occidental. Se encuentra aproximadamente a 9 kilómetros  al este de Dąbrowa y a 6 kilómetros al noroeste de la capital regional Opole.
Entre 1871 y 1945, el área fue parte de Alemania.